# Aspron

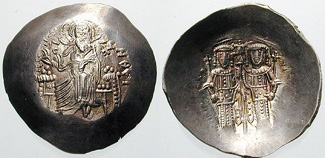
Aspron elektronowy cesarza Aleksego III (1195–1203)

Aspron (’άσπρον), aspron trachy (od gr. ’άσπρος, biały) – bizantyjska moneta emitowana od XI wieku, podziałka złotego hyperpyrona, wytwarzana w kształcie miseczki (tak zwanego skifatu).
Wprowadzony reformą z 1092 wraz z nową monetą złotą, był podobnie bity na dużym (30–32 mm), cienkim, wklęsłym krążku, z szerokim brzegiem poza stemplem. Stanowił równowartość 7200 miedzianych nummiów. Przy normatywnej wadze 4,51 g emitowano go w dwóch wartościach: z elektrum (czyli białego złota, skąd nazwa), jako 1/3 hyperpyrona, oraz ze stopu srebra (bilonu, a później nawet z posrebrzanej miedzi), jako 1/48 hyperpyrona (dla odróżnienia ten nominał zwano też stamenon); w XII wieku podziałka ta spadła do wartości 1/184 monety złotej. Dodatkowe określenie trachy – od gr. τpάχυς (trachys, nierówny, niegładki) – oznacza monetę wklęsło-wypukłą, czyli o kształcie miseczkowatym.
Była w obiegu do końca XIII wieku. Aspronem potocznie nazywano również wprowadzony pod koniec XIV wieku srebrny półstawraton (inaczej dukatopulon). Jako upowszechnioną w handlu, nazwę tę przyjęło dla swych monet srebrnych także Cesarstwo Trapezuntu (1204–1461), zakon joannitów, nadczarnomorskie kolonie genueńskie (XIV i XV wiek). Pochodzi też od niej aspr – moneta sułtańskiej Turcji i chanatu krymskiego wypuszczana od XIV do XVIII wieku.